# Plymouth (Connecticut)
Plymouth és una població dels Estats Units a l'estat de Connecticut. Segons el cens del 2005 tenia 12.183 habitants.

## Demografia
Segons el cens del 2000, Plymouth tenia 11.634 habitants, 4.453 habitatges, i 3.228 famílies. La densitat de població era de 206,8 habitants/km².
Dels 4.453 habitatges en un 34,2% hi vivien nens de menys de 18 anys, en un 58,7% hi vivien parelles casades, en un 9,7% dones solteres, i en un 27,5% no eren unitats familiars. En el 22,8% dels habitatges hi vivien persones soles el 9,2% de les quals corresponia a persones de 65 anys o més que vivien soles. El nombre mitjà de persones vivint en cada habitatge era de 2,6 i el nombre mitjà de persones que vivien en cada família era de 3,06.
Per edats la població es repartia de la següent manera: un 25,8% tenia menys de 18 anys, un 6,5% entre 18 i 24, un 31,8% entre 25 i 44, un 23,3% de 45 a 60 i un 12,7% 65 anys o més.
L'edat mediana era de 38 anys. Per cada 100 dones de 18 o més anys hi havia 95,6 homes.
La renda mediana per habitatge era de 53.750 $ i la renda mediana per família de 62.610 $. Els homes tenien una renda mediana de 41.985 $ mentre que les dones 32.359 $. La renda per capita de la població era de 23.244 $. Aproximadament el 2,7% de les famílies i el 4,1% de la població estaven per davall del llindar de pobresa.